# Дадынские озёра
Дадынские озёра — водно-болотное угодье, система озёр в Левокумском районе Ставропольского края России.
В состав группы входит несколько неглубоких (0,5 — 2 м) солоноватых озёр, крупнейшие из которых: Дадынское, Солёное, Максимокумское. Озёра находятся среди злаково-полынной ксерофитной полупустынной степи, используемой в качестве пастбища для овец. Вода в озёра поступает от таяния снега, дождей, а также из расположенных поблизости артезианских скважин. В засушливый период озёра сильно пересыхают. Берега низкие и обрывистые, местами с густыми зарослями тростника. На крупных озёрах развит рыболовный промысел.